# Neopselaphus mexicanus
Neopselaphus mexicanus är en skalbaggsart som först beskrevs av Park 1945.  Neopselaphus mexicanus ingår i släktet Neopselaphus och familjen kortvingar. Inga underarter finns listade i Catalogue of Life.